# Естер Джонс
Естер Джонс (англ. Esther Jones; нар. 7 квітня 1968) — американська легкоатлетка, що спеціалізується на спринті, олімпійська чемпіонка 1992 року.

## Кар'єра
| Рік             | Змагання         | Місто              | Місце           | Дисципліна            | Примітки        |
| Представник США | Представник США  | Представник США    | Представник США | Представник США       | Представник США |
| --------------- | ---------------- | ------------------ | --------------- | --------------------- | --------------- |
| 1991            | Чемпіонат світу  | Токіо, Японія      | 5 (півфінали)   | біг на 200 метрів     | 23.22           |
| 1991            | Чемпіонат світу  | Токіо, Японія      | —               | естафета 4×100 метрів | DNF             |
| 1992            | Олімпійські ігри | Барселона, Іспанія | 1               | естафета 4×100 метрів | 42.11           |